# Tobias Frere-Jones

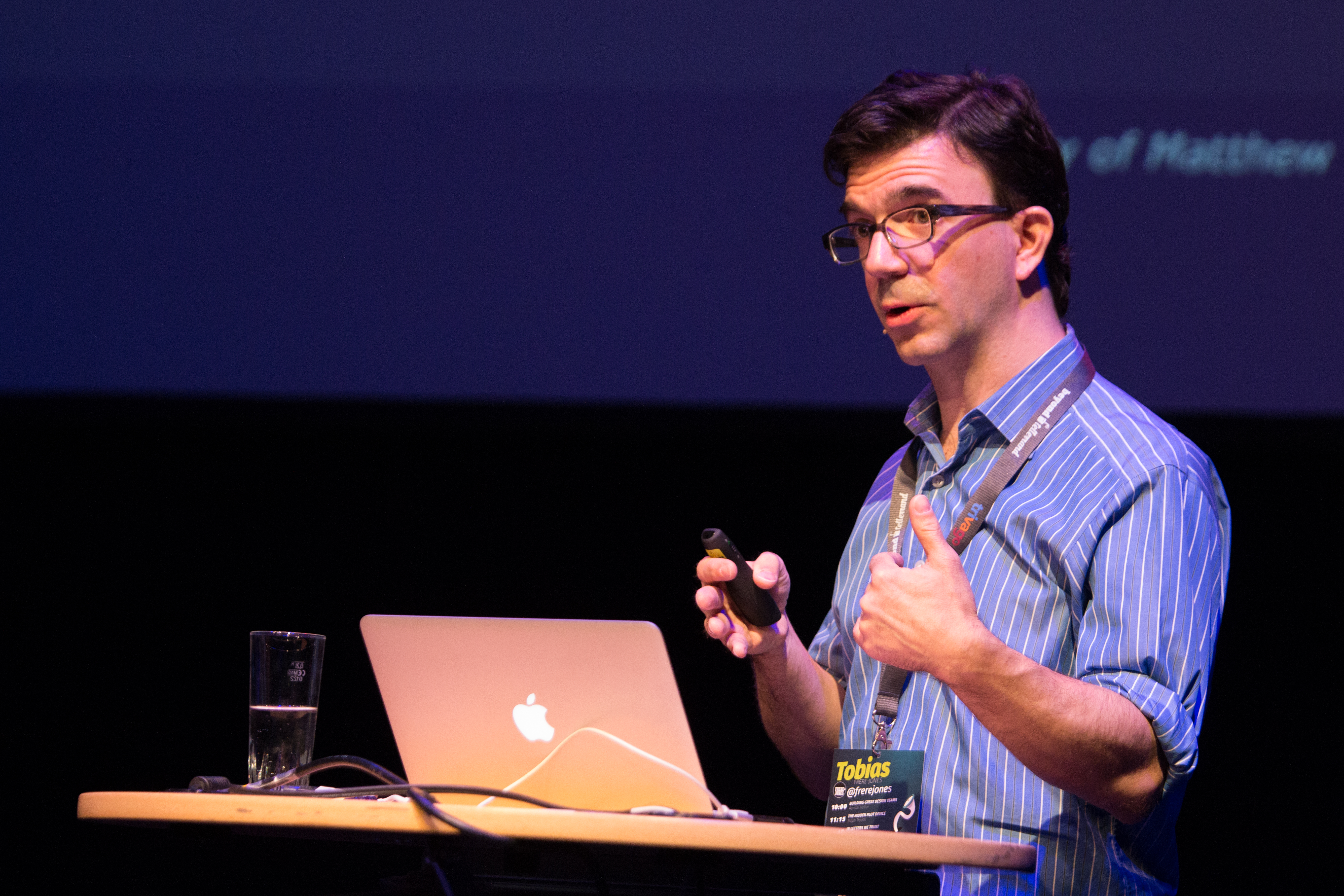
Frere-Jones bei einem Vortrag auf der Beyond Tellerrand Konferenz, 2015

Tobias Frere-Jones (* 28. August 1970) ist ein US-amerikanischer Schriftgestalter. Er ist der erste US-Amerikaner, der mit dem Gerrit Noordzij Preis für Typografie der niederländischen Koninklijke Academie van Beeldende Kunsten (Königliche Akademie der Bildenden Künste) in Den Haag ausgezeichnet wurde.

## Leben
Frere-Jones studierte Grafik-Design an der Rhode Island School of Design, welches er 1992 abschloss. Danach arbeitete er für The Font Bureau, Inc. in Boston. 1999 gründete er mit Jonathan Hoefler das Designstudio Hoefler & Frere-Jones. 2013 lösten sie ihre Gemeinschaft auf, Frere-Jones arbeitet seitdem selbständig. Die beiden Gründer streiten vor Gericht darüber, ob Frere-Jones Teilhaber oder Angestellter des Studios war.
Eine der bekanntesten Schriftart von Hoefler & Frere-Jones ist Hoefler Text, welche zum Standardrepertoire von Mac OS X gehört. Diese Schriftart kommt sowohl im Logo der Wikipedia, als auch auf der Website des Weißen Hauses vor.
Frere-Jones hat unter anderem Schrifttypen für das The Wall Street Journal, Nike, Gentlemen’s Quarterly, Esquire und The New York Times Magazine gestaltet.
Die von Frere-Jones mitgestaltete Schrift Benton Sans wird u. a. als Hausschrift von frog design und der Partei die Bündnis 90/Die Grünen verwendet. Seine Schrift Gotham wurde für die Wahlkampagne von Barack Obama verwendet.
Frere-Jones war als Dozent für die Rhode Island School of Design, die Yale School of Art, das Pratt Institute, das Royal College of Art sowie die Universidad de las Américas tätig.

## Auszeichnungen
- 2006 – Gerrit Noordzij Preis für Typografie der Koninklijke Academie van Beeldende Kunsten

## Schrifttypen (Auswahl)
- Armada, 1987–94
- FF Dolores, 1990
- Hightower, 1990–94
- Nobel, 1991–93
- Garage Gothic, 1992
- Archipelago, 1992–98
- Epitaph, 1993
- Interstate, 1993–99
- Fibonacci, 1994
- MSL Gothic (Benton Sans) (mit Cyrus Highsmith), 1995
- Microphone, 1995
- Mercury Text (mit Jonathan Hoefler und Jesse Ragan), 1999
- Retina, 2000
- Nitro, 2001
- Surveyor, 2001
- Archer (mit Jonathan Hoefler und Jesse Ragan), 2001
- Gotham (mit Jesse Ragan), 2001
- Monarch, 2003

## Verwendung der Schriften (Beispiele)

Beispiele für die Verwendung der Schriftarten von Frere-Jones
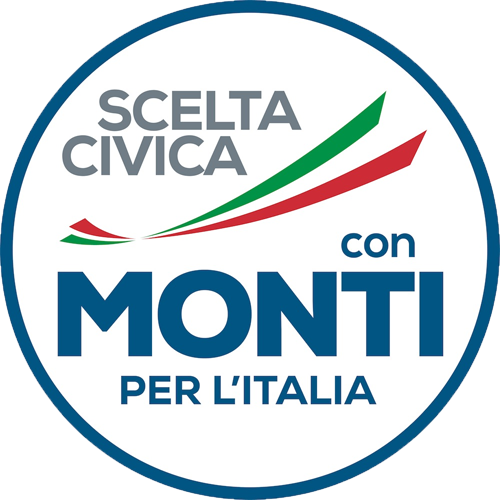
Das Logo der italienischen Partei Scelta Civica gesetzt in der Gotham. Mario Monti war bei den Parlamentswahlen in Italien 2013 Spitzenkandidat der Partei.
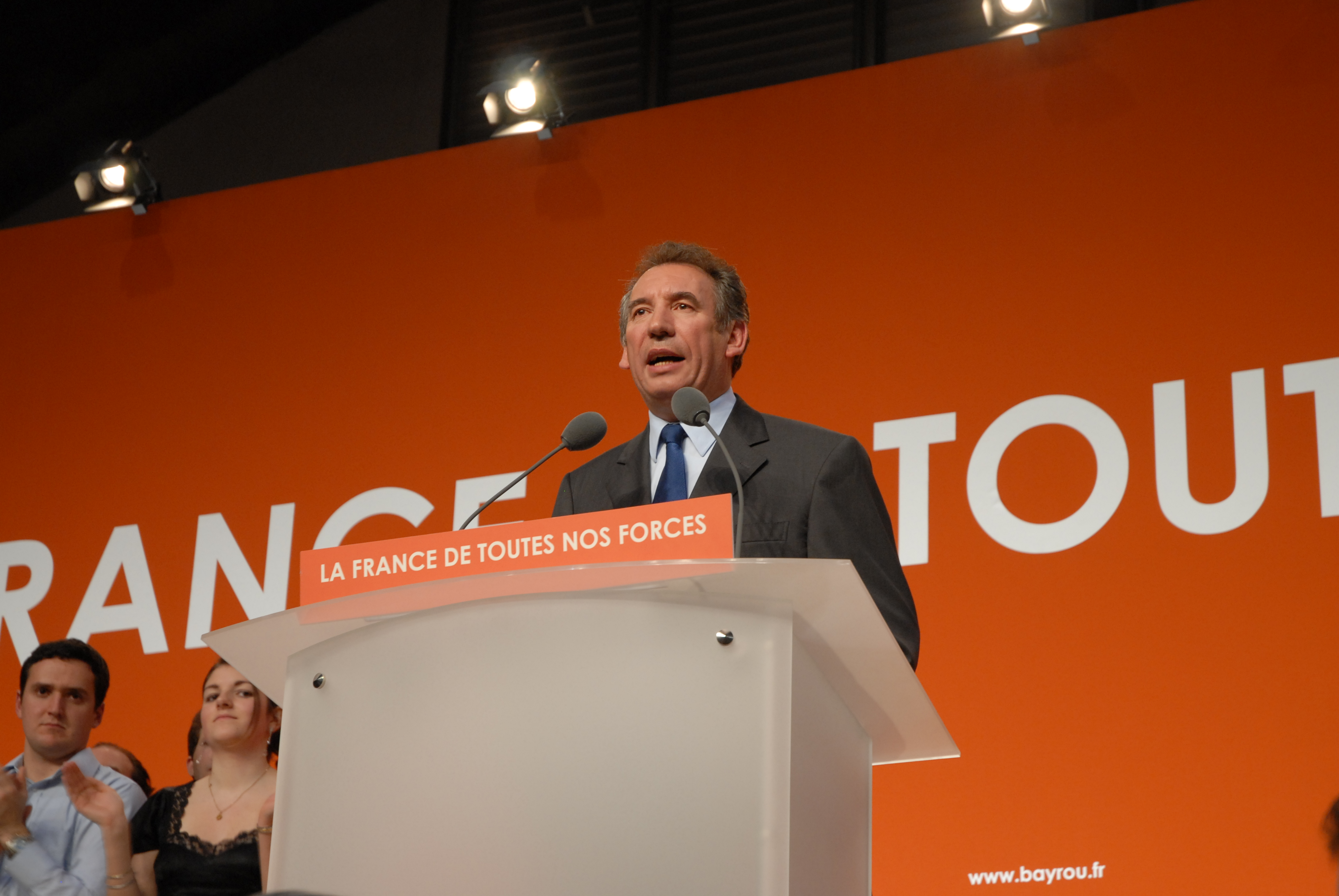
François Bayrou bei einer Rede 2007. Wahlslogan LA FRANCE DE TOUTES NOS FORCES gesetzt in der Interstate Bold
Slogan von Bündnis 90/Die Grünen gesetzt in der Schriftart Benton Sans. Bild stammt von der Bundesdelegiertenkonferenz 2007.
Slogan für Barack Obama "Change" (Wandel bzw. Wechsel)